# Канадская эсперанто-ассоциация
Канадская эсперанто-ассоциация (эсп. Kanada Esperanto-Asocio, KEA; фр. Association canadienne d'espéranto; англ. Canadian Esperanto Association) — благотворительная образовательная организация, целью которой является продвижение изучения эсперанто в Канаде.
Учредительный съезд KEA состоялся в 1958 году в Торонто, Онтарио, после того, как в том же году решение о создании организации было принято через почтовый референдум среди канадских эсперантистов. Её предшественницей была ассоциация с таким же названием, основанная в 1907 году, но добровольно распустившаяся в 1939 году, чтобы её члены могли приложить все усилия для победы в начавшейся Второй мировой войне.
Канадская эсперанто-ассоциация также является канадским отделением Всемирной эсперанто-ассоциации (UEA), а её молодёжное отделение Canadian Esperanto Youth (Junularo Esperantista Kanada, JEK) является канадским отделением Всемирной молодёжной организации эсперантистов.
KEA издаёт журнал на эсперанто «Свет» (Lumo, выходит раз в полгода); его нынешний редактор — Камилла-Амели Мари-Мадлен Козей Левеск. Также иногда издаются книги на эсперанто. Руководство организации состоит из президента, вице-президента, секретаря, казначея и до семи (в настоящее время — четырёх) директоров. В ассоциации состоят около 120 человек.
В течение многих лет KEA проводила ежегодные съезды (называемые «конгрессами», как это принято в эсперанто-движении), иногда совместно с Эсперанто-лигой Северной Америки или во время Всемирного эсперанто-конгресса; после начала проведения ежегодных региональных эсперанто-конгрессов как в западной, так и в центральной Канаде, общие съезды организуются не так часто.
KEA была выбрана организатором Всемирного эсперанто-конгресса 2020 года (Universala Kongreso, UK 2020) в Монреале, Квебек.